# Westen (Dörverden)

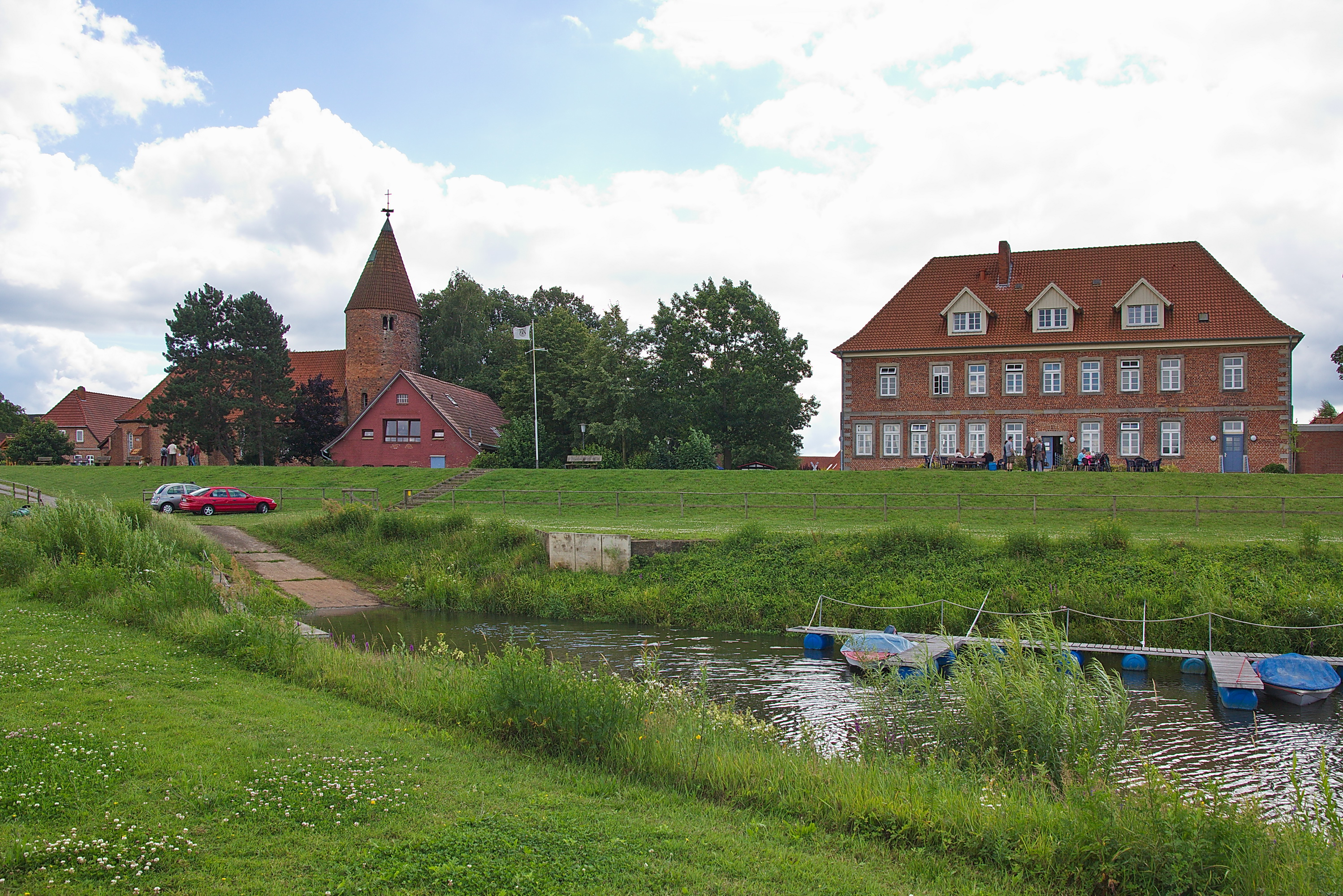
Ortsblick mit der St.-Annen-Kirche, Allerhafen und Amtshaus

Das Dorf Westen ist ein an der Aller liegender Ortsteil der Gemeinde Dörverden in Niedersachsen.

## Geschichte
Eine erste Erwähnung des Ortes findet sich im Jahr 1055 für einen Hof Westen als Wensten, Wasten oder Westenem. Um 1200 erfolgte der Bau der Burg Westen. Nach dem Aussterben der Familie Von Westen erwarb 1219 der Verdener Bischof Iso die Burg. Noch im selben Jahrhundert wurde ein Kirchenschiff angebaut und der Wehrturm der Burg so zum Kirchturm.
Seit dem 16. Jahrhundert verbindet die Allerfähre Otersen–Westen das Dorf mit Otersen auf der anderen Seite der Aller.
Mit dem Westfälischen Frieden kam 1648 das Landgebiet des Bistums Verden als Fürstentum Verden und Teil des Herzogtums Bremen-Verden unter schwedische Herrschaft.
Im Jahr 1679 wurde nach dem Vertrag von Celle das Amt Westen mit Vogteien in Dörverden und Hutbergen gegründet.
1715 wurde Bremen-Verden vom Kurfürstentum Braunschweig-Lüneburg übernommen.
Fast fünfzig Jahre später erfolgte 1761 bis 1762 der Bau des Amtshauses Westen, mitten im Siebenjährigen Krieg.
Mit dem Wiener Kongress 1814–1815 wurde aus dem in napoleonischer Zeit liquidierten Kurfürstentum 1814 das Königreich Hannover. Bei der hannöverschen Verwaltungsreform von 1859 wurde das Amt Westen aufgelöst und dem Amt Verden eingegliedert, aus dem bei der preußischen Verwaltungsreform von 1885 der Kreis Verden wurde.
Im Jahr 1894 errichtete Hieronymus Busemann die Busemann'sche Mühle zwischen Hülsen und Westen.
Mit der Eröffnung der Bahnstrecke Verden–Schwarmstedt im Jahr 1905 wurde ein Bahnhof in Westen in Betrieb genommen, der 1966 für den Personenverkehr geschlossen wurde. In den 1990er Jahren wurde auch der Güterverkehr auf der Strecke Rethem–Wahnebergen eingestellt und die zugehörigen Schienen abgebaut.
Am 1. Februar 1971 wurde die Gemeinde Barnstedt eingegliedert. Am 1. Juli 1972 wurde Westen zusammen mit vier weiteren Orten zur Gemeinde Dörverden zusammengefasst.

## Politik
Ortsvorsteher ist Michael Kappel (CDU).

### Wappen
Im dreigeteilten Wappen sind oben auf goldenem Untergrund zwei abgewendete schwarze Bärentatzen, die sich auf das Wappen der Grafen von Hoya beziehen. In der Mitte zwei rotsilberne Balken, die man auch im Wappen des alten Bruchhausen findet. Unten weist ein blau und silbern geständertes Kreuz auf die kirchliche Tradition hin, als im 15. Jahrhundert die Bischöfe die alte Kapelle aus der Zeit um 1200 in eine Kirche umbauten, die sie St. Annen nannten, und wo 1568 der erste evangelische Gottesdienst abgehalten wurde.
Dieses Wappen wurde nicht von der ehemaligen Gemeinde Westen geführt.

## Kultur und Sehenswürdigkeiten
siehe auch: Liste der Baudenkmale in Dörverden#Westen
- Das 1760 errichtete Amtshaus diente ausschließlich als Wohnhaus des Amtmannes. Nach der Auflösung des Amt Westen 1859 diente das Gebäude als Gutshaus, bis es von der Gemeinde Westen gekauft und in den Jahren 1949–1966 als Schule verwendet wurde. Mit der Gründung des Heimatvereins Westen 1995 erfolgte zunehmende öffentliche Nutzung durch Vereine, Dorfgemeinschaften und seit 2004 als Mehrgenerationenhaus.[2]
- Gleich neben dem Amtshaus steht die St.-Annen-Kirche. Sie ist eine der wenigen Kirchen in Niedersachsen, die über einen runden Kirchturm verfügen.[3]
- Im Süden des Ortes in Richtung Hülsen befindet sich die von Hieronymus Busemann im Jahr 1894 erbaute Westener Windmühle an der Kreisstraße 14. In den Jahren 1989 bis 1991 wurde die Holländerwindmühle komplett saniert, so dass sie mit einem Mahlgang voll funktionsfähig ist.[4]
- Die zweitkleinste Fähre Deutschlands wurde im 16. Jahrhundert in Betrieb genommen und verbindet die beiden Dörfer Westen und Otersen miteinander. Nach der Stilllegung 1967 wurde vom Heimatverein Otersen die Wiedererrichtung veranlasst und seit 1997 läuft der Fährbetrieb wieder. Zum Dielenschiff Marie Hoffmann I kam im Jahr 2000 die Prahmfähre Marie Hoffmann II hinzu. Beide Fähren werden umweltfreundlich mit Elektromotoren betrieben, deren Batterien Sonnenenergie speist.[5]

Die Grundschule in Westen besuchen die Kinder aus allen Teilen der Gemeinde ausgenommen Stedorf, Dörverden und Barme.
Westen verfügt zudem über einen Sportverein, den TSV Jahn Westen, und über eine Freiwillige Feuerwehr.

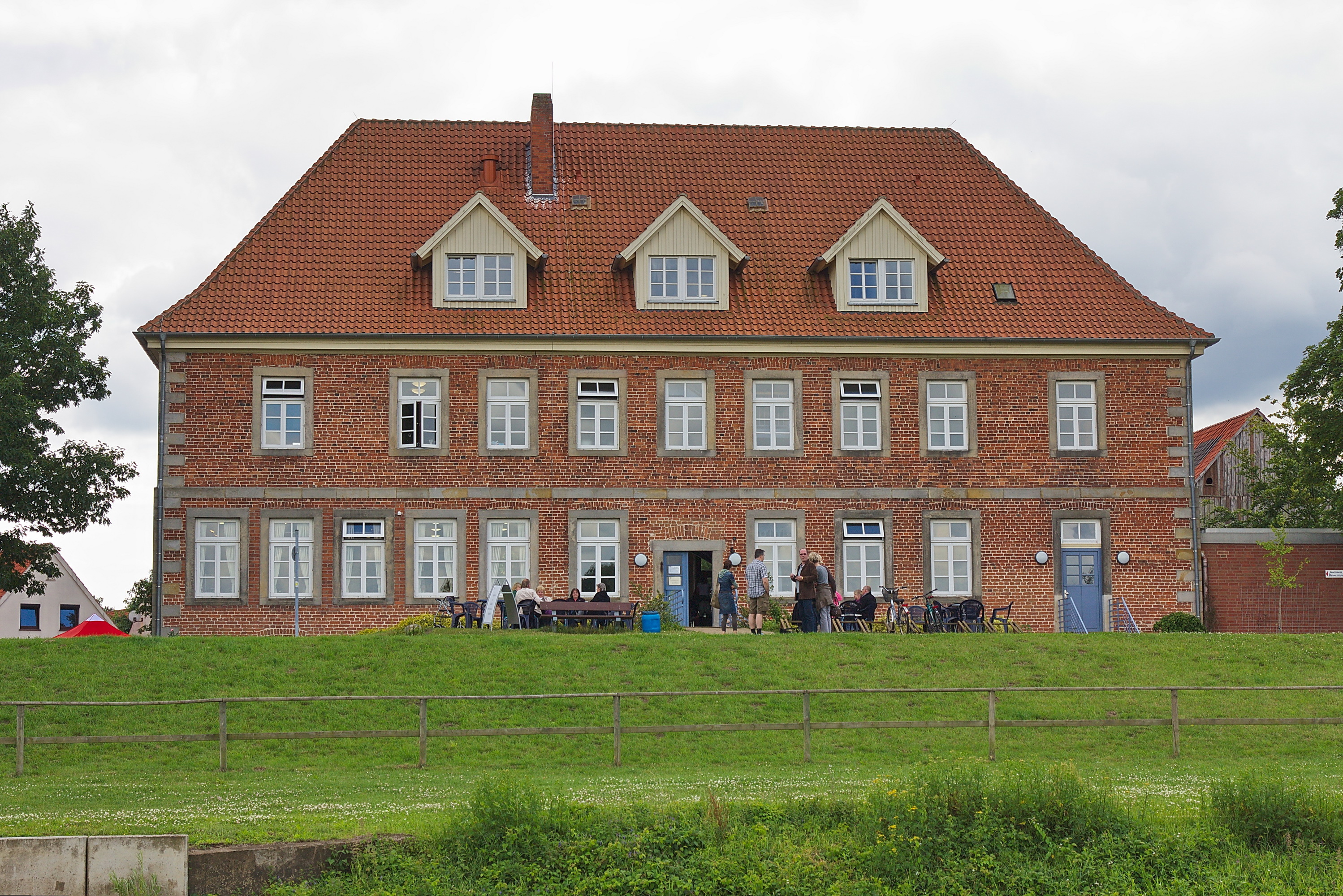
Amtshaus von 1760
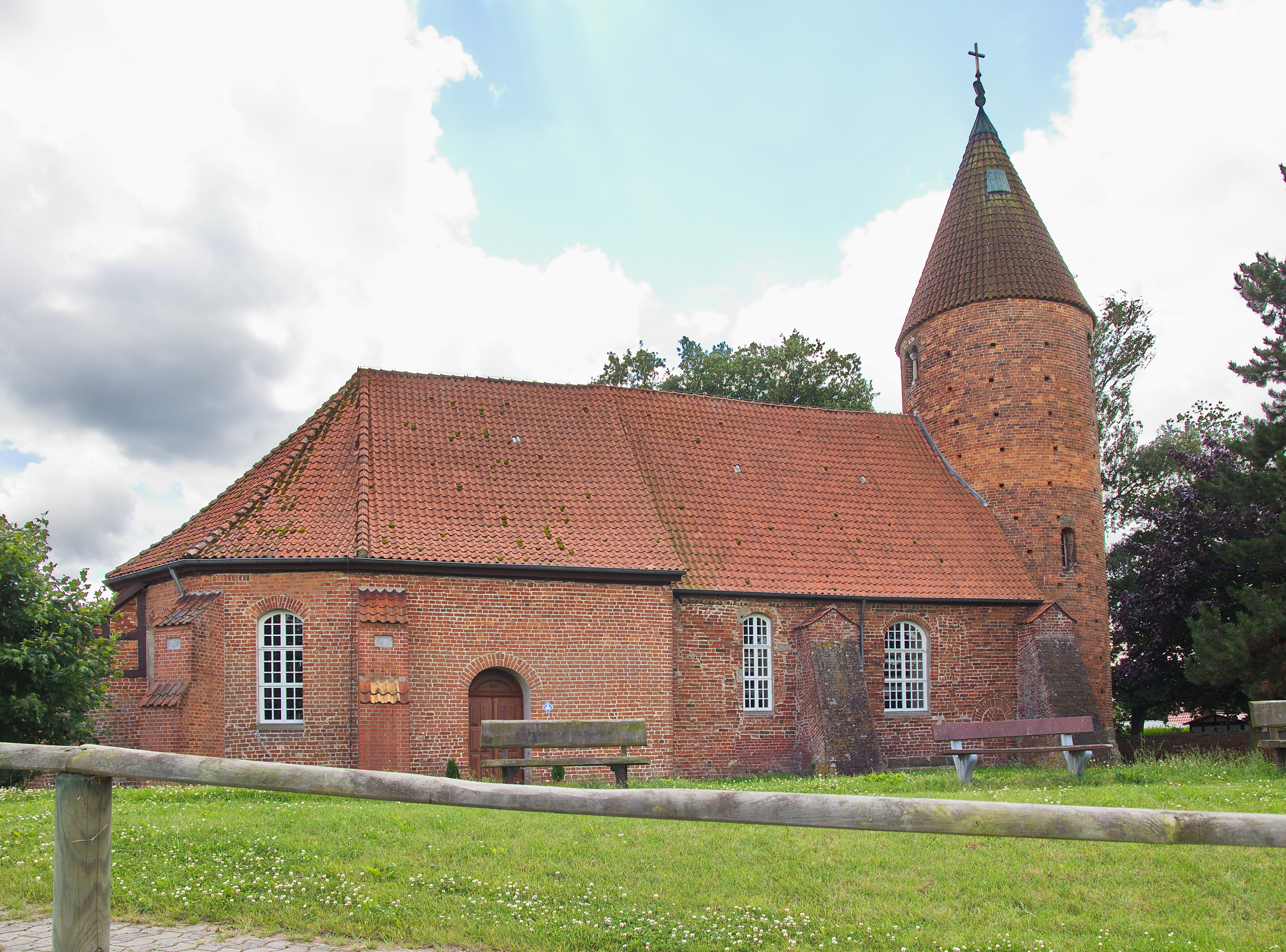
Kirche St. Annen mit rundem Turm
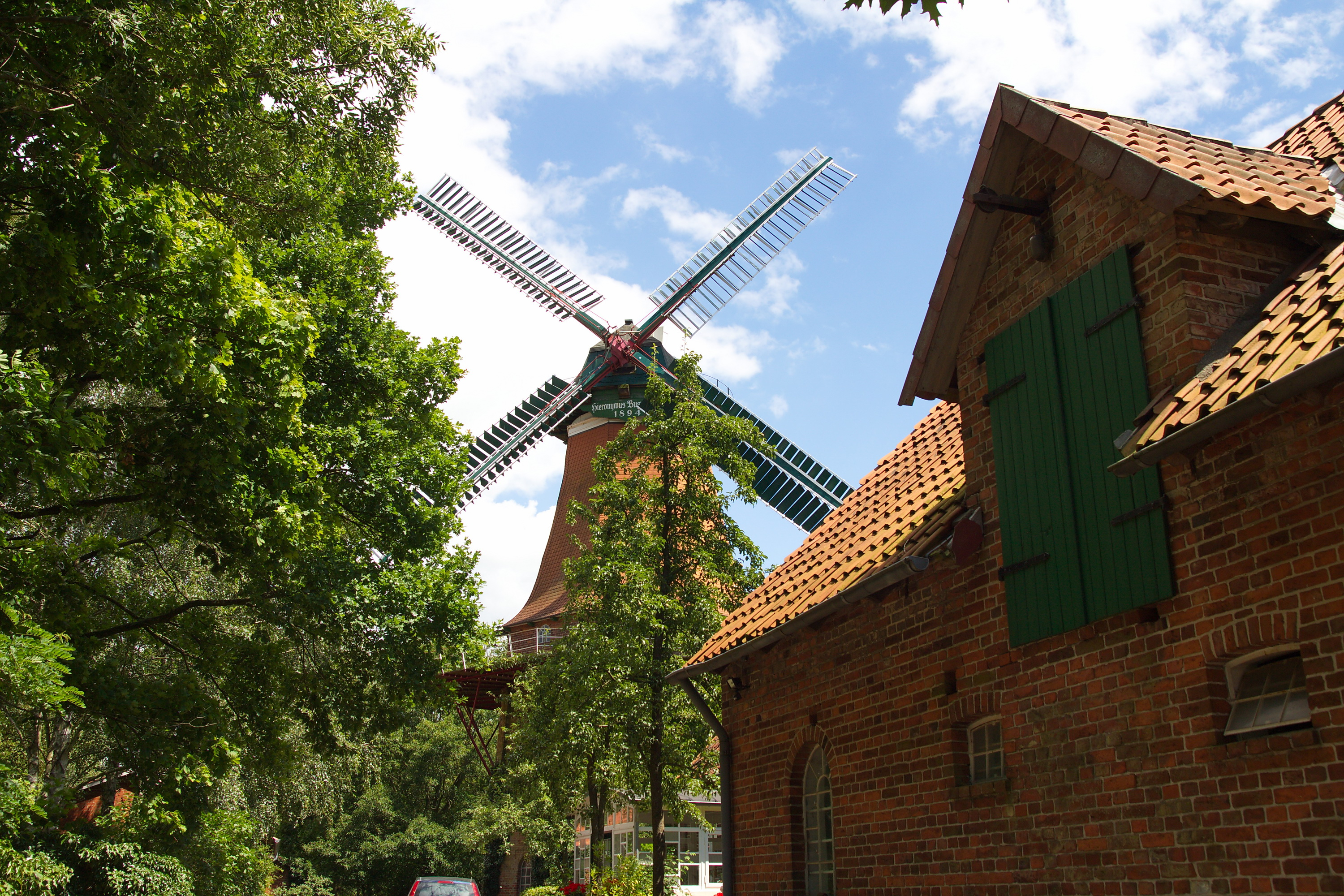
Galerieholländer von 1894
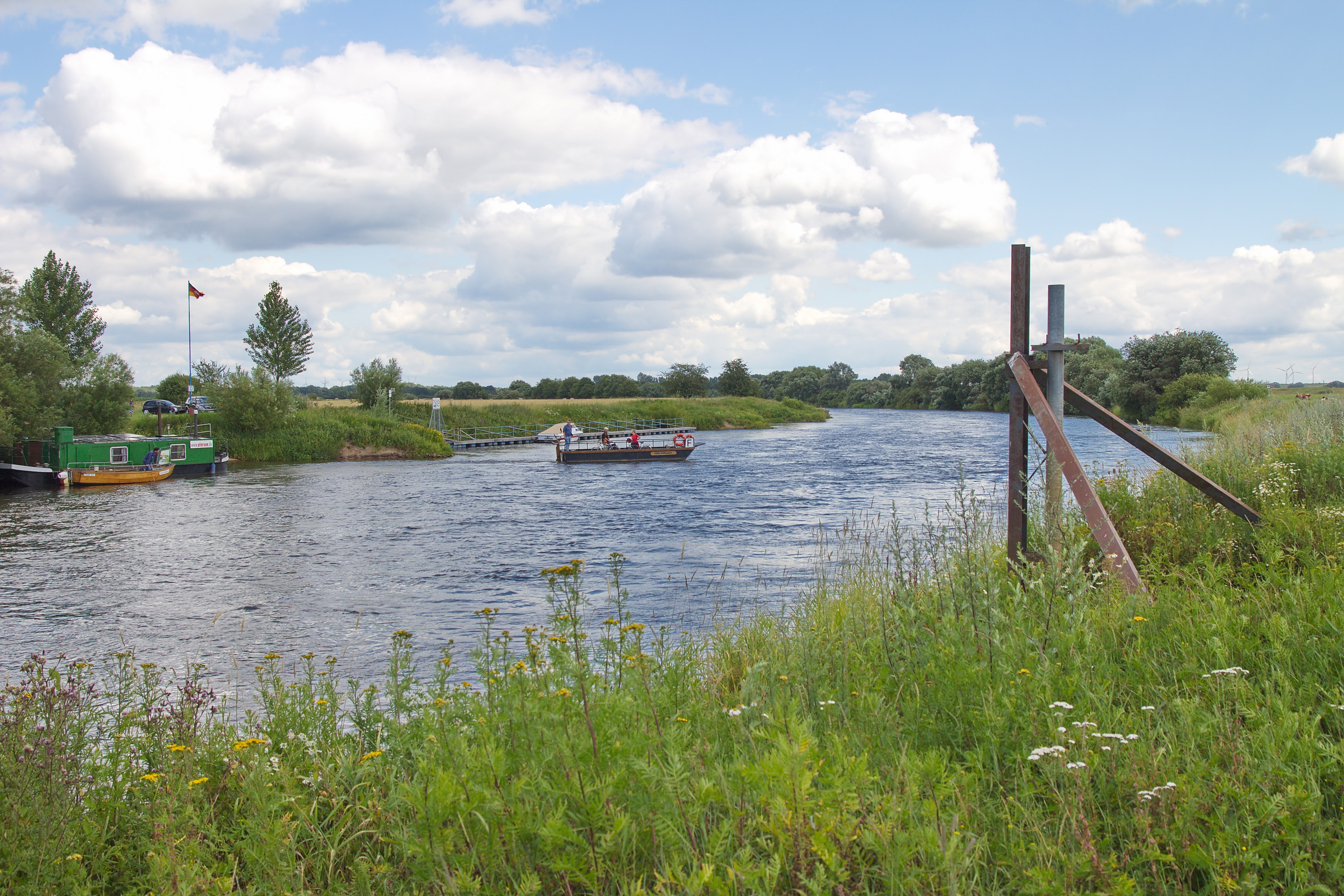
Links die kleine, rechts die große Allerfähre

## Verkehrsanbindung
Westen liegt an der K14, die über Wahnebergen bis zur B215 führt, und an der K15, die Westen mit Dörverden verbindet.
Von Westen führte einst die Bahnstrecke Celle–Wahnebergen nach Verden, die heute als Rad- und Wanderweg dient.